# Наргиз Мохамади
Наргиз Мохамади (на персийски: نرگس محمدی) е иранска общественичка и журналистка.
Родена е на 21 април 1972 година в Занджан в азербайджанско семейство. Завършва физика в Международния университет „Имам Хомейни“ в Казвин и още като студентка се ангажира активно като публицист, критикувайки тежките нарушения на правата на човека в Иран и особено дискриминацията на жените. През 1999 година се жени за журналиста Таги Рахмани, неин политически съмишленик, който прекарва дълги години в затвора, преди да емигрира през 2012 година. От 2003 година работи за неправителствената организация Център на защитниците на правата на човека, за което е неколкократно осъждана и лежи в затвора през 2011 – 2012, 2015 – 2020 и отново от 2021 година.
През 2023 година Нагриз Мохамади получава Нобелова награда за мир „за борбата си срещу потисничеството на жените в Иран и борбата си за разпространение на правата на човека и свободата за всички хора“.